# Edite da Escócia

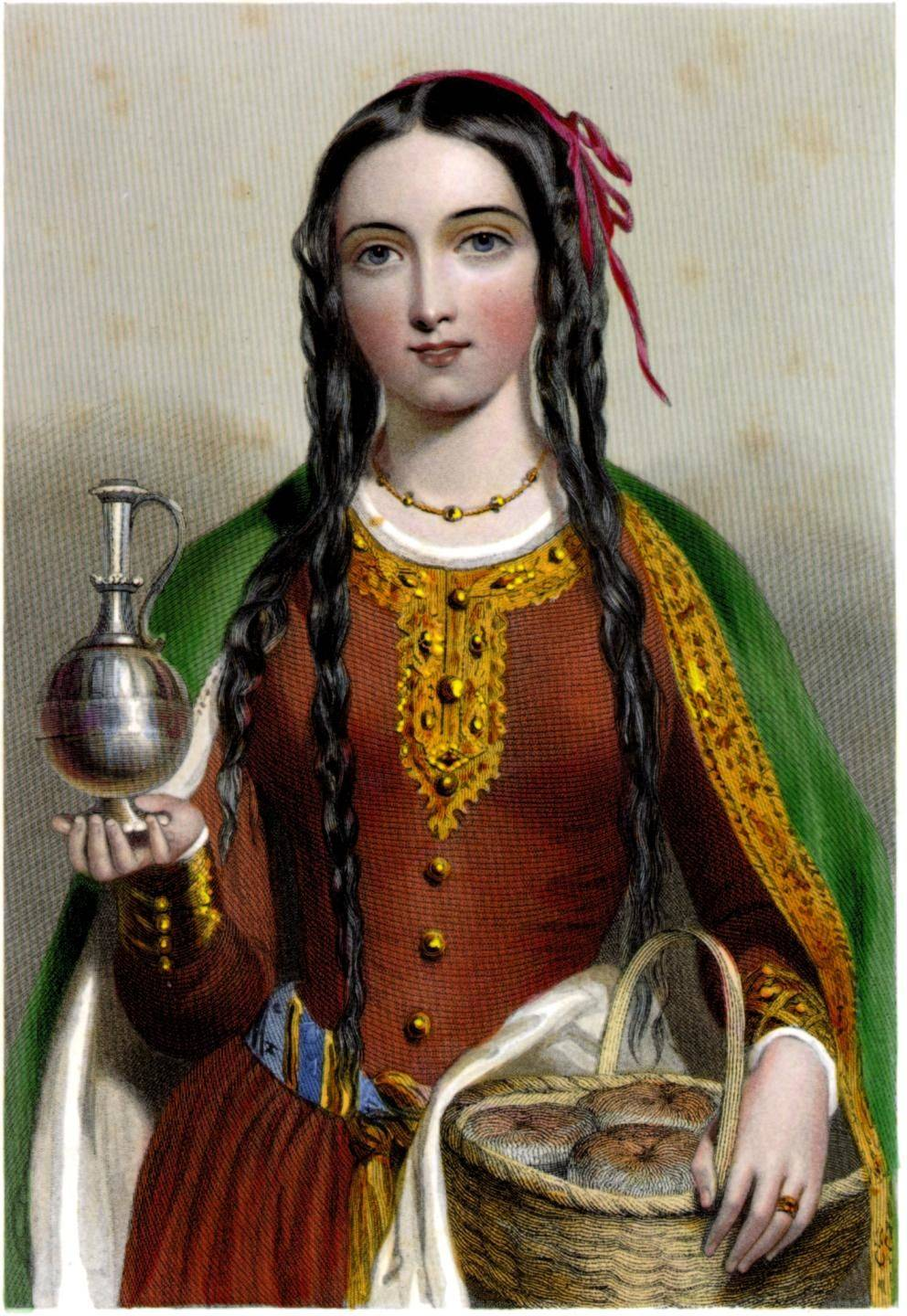
A rainha numa publicação de 1875.

Edite (Dunfermline, c. 1080 – Londres, 1 de maio de 1118), anglicanizada como Matilde, foi a primeira esposa do rei Henrique I e rainha consorte do Reino da Inglaterra de 1100 até sua morte. Era filha do rei Malcolm III da Escócia e de Margarida da Escócia. Ela e Henrique tiveram dois filhos: Matilde de Inglaterra e Guilherme Adelin.